# Wszebora (sosna)
Wszebora – okaz sosny zwyczajnej rosnący w Nadleśnictwie Mińsk, nazywany najstarszą sosną w Polsce. Pomnik przyrody.

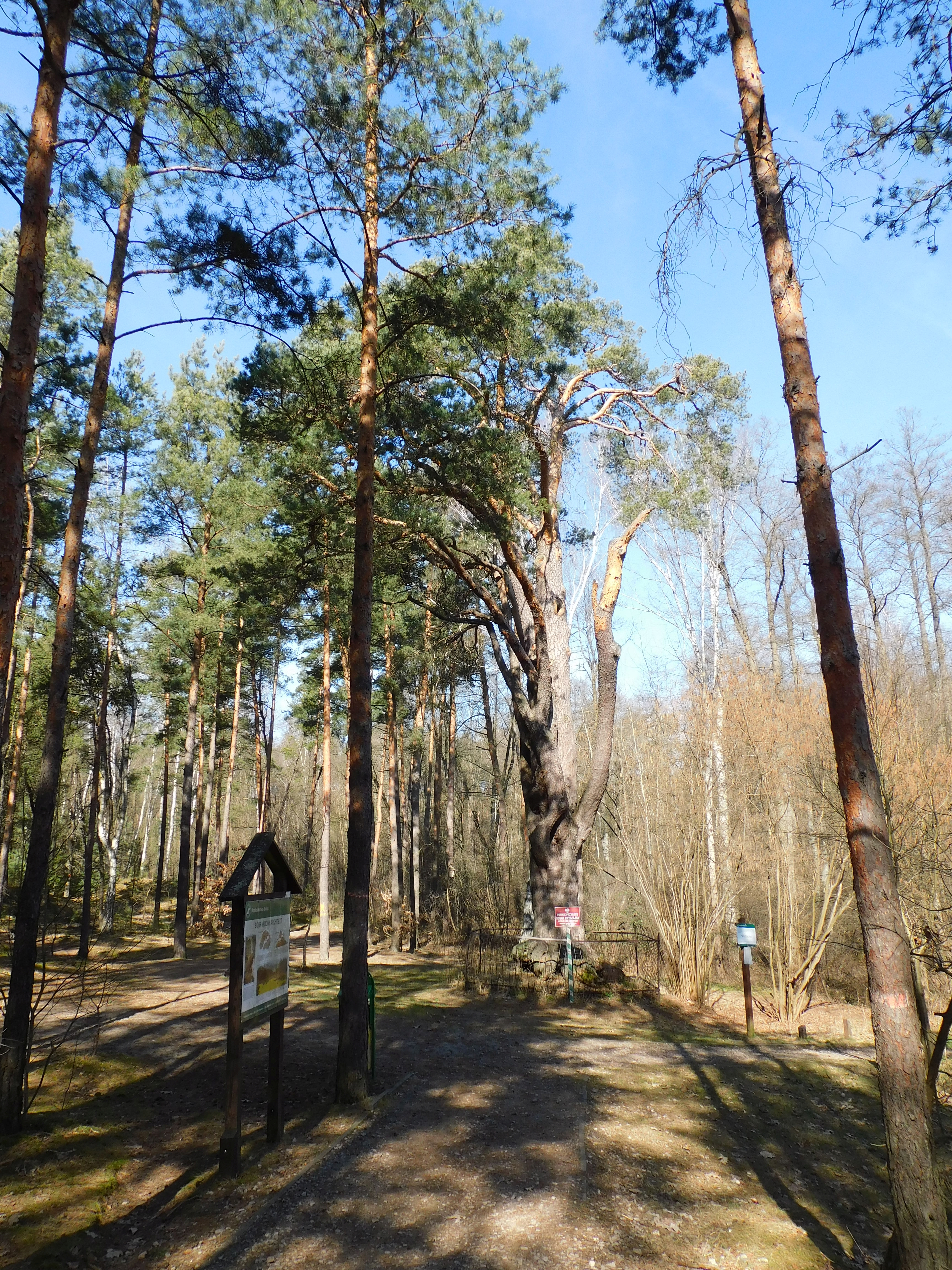
Widok ze ścieżki przyrodniczej

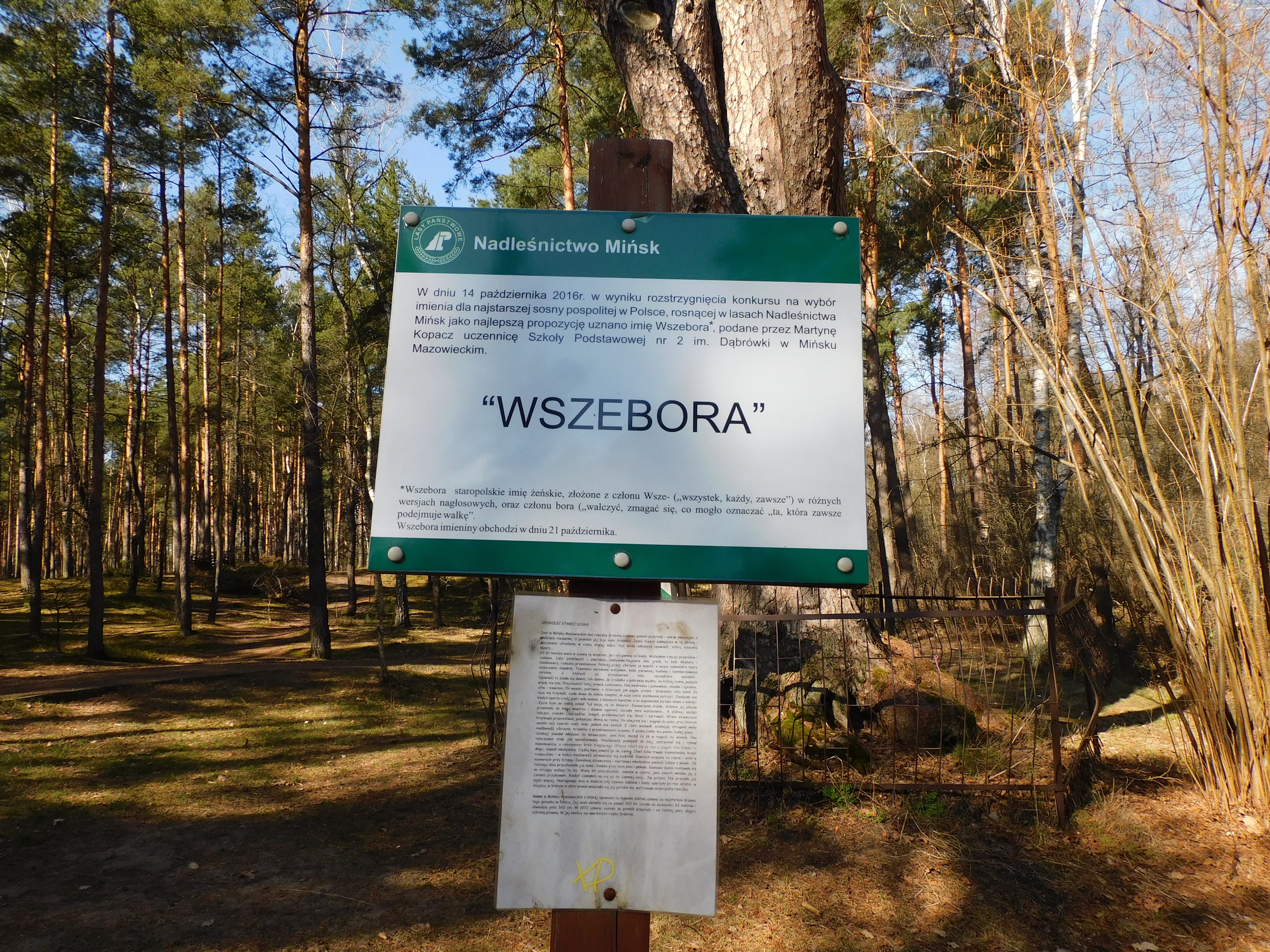
Tablica informacyjna

## Opis
Okaz o nisko rozgałęziającym się pniu, co jest interpretowane jako świadectwo rośnięcia poza zwartym drzewostanem, czyli bez silnej konkurencji o światło wymuszającej silny wzrost pnia gonnego. Najwyższy pień w pierwszych dekadach XXI w. miał 22 m wysokości. Niższy pień ma 17 m. Obwód pnia według różnych źródeł wynosi 375–412 cm, a pierśnica 131 cm. W wyniku usuwania gałęzi uszkodzonych przez wiatr i okiść korona jest rozrzedzona.

## Położenie
Drzewo rośnie w obrębie wsi Gliniak w pobliżu granicy z Mińskiem Mazowieckim. Jest to teren Leśnictwa Stankowizna w Nadleśnictwie Mińsk, oddział 144a. Rośnie w lesie na skarpie nad Srebrną. Do sosny od parkingu leśnego prowadzi dwustumetrowa ścieżka przyrodniczo-leśna „Najstarsza sosna w Polsce” wytyczona przez nadleśnictwo w 2012 roku.

## Obecność w kulturze
Z drzewem związana jest lokalna legenda o zakochanych. W 1972 r. zostało uznane za pomnik przyrody, co zostało potwierdzone rozporządzeniem wojewody mazowieckiego w 2009 roku. W 2016 roku w wyniku konkursu wśród uczniów mińskich szkół wybrano imię dla drzewa: Wszebora. W okolicach organizowane są walentynkowe biegi.
Okaz jest określany jako najstarsza sosna zwyczajna w Polsce. Jej wiek w pierwszym ćwierćwieczu XXI w. szacowano na ok. 370 lat. Tymczasem wiek najstarszych sosen zwyczajnych tworzących tzw. reliktową populację w Pienińskim Parku Narodowym w podobnym czasie szacowany był na 575 lat.